# Borrelia
Borrelia es un género de bacterias del filo espiroqueta, que se caracteriza por su forma helicoidal. Aunque las espiroquetas siempre se han considerado Gram-negativas debido a la presencia de una doble membrana, se han observado grandes diferencias, tanto a nivel estructural como molecular, que las alejan del resto de bacterias Gram-negativas.
Se han identificado 52 especies de Borrelia, todas ellas transmitidas por artrópodos hematófagos. La identificación de las distintas especies se basa en el vector específico que transmite la bacteria, el vertebrado hospedador, y la infectividad de la bacteria al ser inoculada en animales de experimentación.
Los vectores asociados a la transmisión de estas bacterias son el piojo de humanos, Pediculus humanus, y diferentes especies de garrapata de los géneros Ixodes y Ornithodoros. Las especies de Borrelia que presentan mayor interés clínico son B. burgdorferi, principal agente etiológico de la enfermedad de Lyme, y B. recurrentis, responsable de la fiebre recurrente transmitida por piojos.

## Aspectos moleculares

### Membranas
Las bacterias del género Borrelia presentan dos membranas, una externa y otra interna que rodea al cuerpo de la bacteria y es lo que se denomina como cilindro protoplasmático. A pesar de tener dos membranas su clasificación como bacterias Gram-negativas no es acertada, ya que a diferencia de las bacterias Gram-negativas, las del género Borrelia presentan una gran cantidad de lipoproteínas y estas no solo tienen estructuras de láminas-β como sí ocurre en bacterias Gram-negativas. Estudios moleculares e inmunológicos confirman esta discriminación.
Otra de las características distintivas de Borrelia es su capacidad de controlar la expresión de muchas de las lipoproteínas que presentan en su membrana externa, lo que complica su reconocimiento por el sistema inmune del hospedador. Además, son capaces de producir variaciones en la estructura primaria de sus proteínas de membrana mediante procesos de recombinación génica, lo que dificulta aún más la acción del sistema inmune.
La presencia de ciertas lipoproteínas en ambas membranas sugiere la existencia de un mecanismo que intercambie proteínas entre membranas. De este modo, la membrana interna podría actuar como reservorio de proteínas que serán transferidas rápidamente a la membrana extracelular en función de las condiciones externas.

### Peptidoglicanos
Los peptidoglicanos son el componente principal de la pared bacteriana y cuya función es aportar estabilidad estructural. La pared bacteriana de Borrelia se encuentra ubicada sobre la membrana citoplasmática. Los componentes comunes de los peptidoglicanos de todas las bacterias del género Borrelia son el ácido murámico y la ornitina.

### Flagelos
El flagelo es una estructura motil que permite el desplazamiento de las bacterias. Normalmente esta estructura se encuentra en el exterior de las bacterias, pero en Borrelia, y demás bacterias del filo Spirochaetes, el flagelo se halla en el espacio periplasmático, por lo que también recibe el nombre de endoflagelo. El número de flagelos que presentan las bacterias del género Borrelia es muy variado, tanto entre especies, como entre bacterias de una misma cepa, pudiendo ser de 14 a 60. Los flagelos se encuentran anclados en los extremos de la membrana interna y se organizan formando haces que rodean helicoidalmente el cilindro protoplasmático. La rotación de los flagelos alrededor del eje longitudinal de la bacteria es lo que le confiere un movimiento helicodal de avance.
Las proteínas que forman el endoflagelo en Borrelia son solo dos (FlaA y FlaB), algo que diferencia a este género del resto de espiroquetas. Estudios inmunológicos de reactividad cruzada y análisis de las secuencias de aminoácidos han permitido determinar que estas proteínas presentan un alto grado de conservación dentro del filo Spirochaetae.

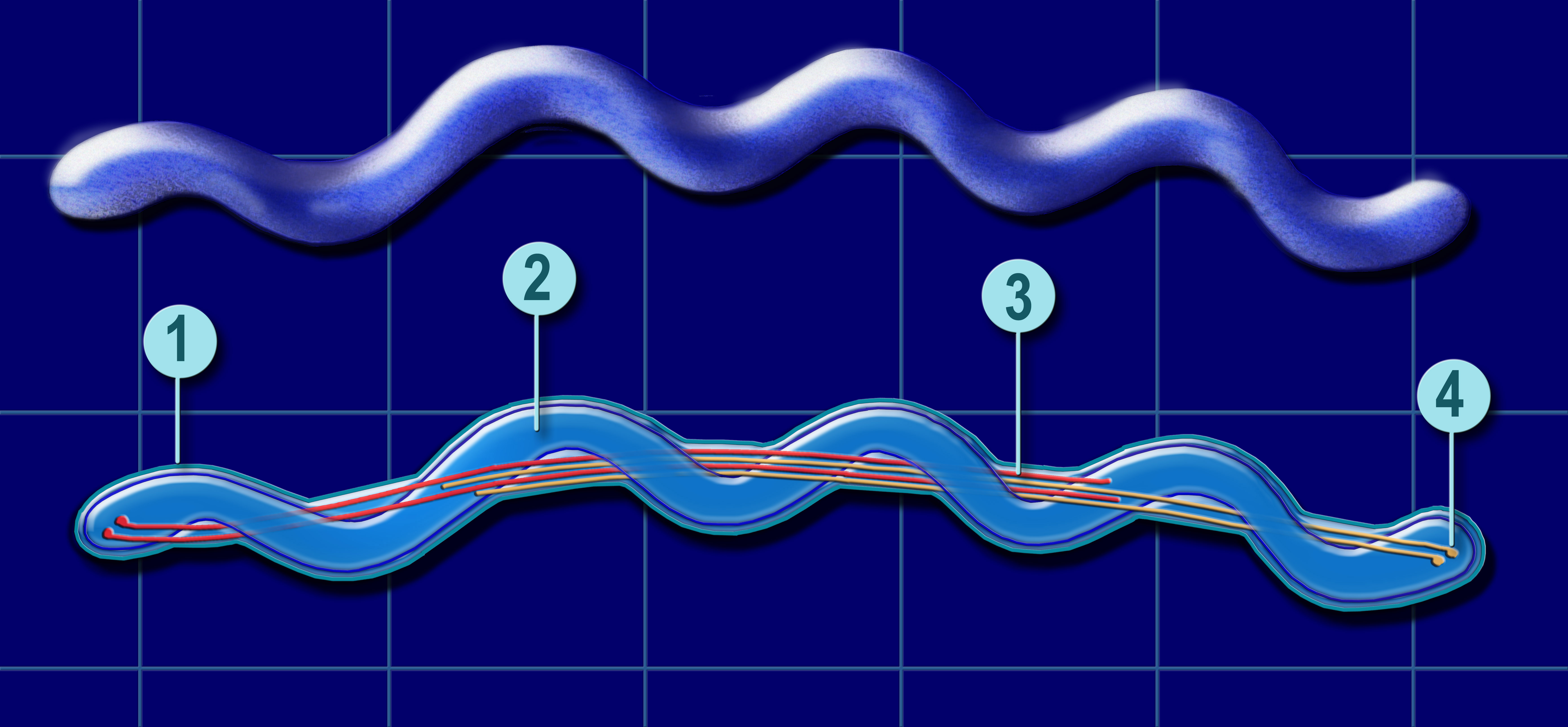
Disposición de los flagelos en bacterias del género Borrelia. Los flagelos se encuentran en el espacio periplasmático, anclados a ambos extremos de la membrana interna y rodeando el cilindro protoplasmático. 1 Membrana externa, 2 cilindro protoplasmático, 3 zona donde los flagelos de ambos polos se superponen, 4 extremo donde se encuentran anclados los flagelos.

### Lipoproteínas
La mayoría de las proteínas de membrana de Borrelia son lipoproteínas. Estas lipoproteínas tienen gran relevancia por ser las moléculas más expuestas, ser responsables de la evasión del sistema inmune y tener funciones proinflamatorias. Además, tienen una expresión muy regulada y compleja, dependiente del entorno. Todo esto hace que estas moléculas sean el blanco de numerosos estudios. 
La identificación de estas proteínas se realizó mediante la identificación de dos dominios consenso: dominio de transporte hasta la membrana y dominios de modificación lipídica. La modificación lipídica es realizada por tres proteínas (Lgt, Lsp y Lnt, por orden de actuación). La primera añade un lípido al azufre de una cisteína, la segunda corta la proteína convirtiendo a la cisteína modificada en el nuevo N-terminal y la última añade otro lípido al grupo amino de esa misma cisteína.

### Transportadores
Las bacterias del género Borrelia son capaces de incorporar una gran variedad de moléculas a través de sus transportadores, entre ellas oligopéptidos, aminoácidos, glúcidos y otras moléculas de pequeño tamaño. La necesidad de tener transportadores tan variados se debe al escaso número de genes codificantes de proteínas relacionadas con rutas de biosíntesis, entre ellos los responsables de sintetizar aminoácidos de novo. La presencia de estos transportadores se ha elucidado mediante análisis genómicos y aunque no se han identificado genes relacionados con proteínas transportadoras de nucleótidos, nucleósidos o ácidos grasos, se piensa que deben existir.
Los transportadores de oligopéptidos, pertenecientes a la familia Opp, que posee esta bacteria han sido los más estudiados. La familia Opp está constituida por cinco proteínas y se encuentran codificadas por genes distribuidos en dos loci distintos. Esta distribución es bastante atípica, ya que generalmente se encuentran en un único locus. La función de estos transportadores no se conoce con exactitud, pero podrían actuar como sensores que permitieran a la bacteria determinar la disponibilidad de nutrientes o el entorno en el que se encuentra.

### Genoma
El genoma de Borrelia consiste en un cromosoma lineal de aproximadamente 1 Mb y un número variable de plásmidos, tanto circulares como lineales, de tamaños de entre 5 y 60 kb. El cromosoma se caracteriza por adoptar en sus extremos una estructura en forma de horquilla, similar a los telómeros, que siempre se ha considerado una forma de ADN exclusiva de eucariotas y virus. En los extremos de los plásmidos lineales también se observa esta estructura en forma de horquilla. 
El cromosoma es muy similar en todas las especies del género, tanto en su contenido como en su organización. En él se encuentran la mayoría de los genes de expresión constitutiva. Por el contrario, los plásmidos, que codifican para la mayoría de las lipoproteínas de la superficie externa, presentan una gran variabilidad entre las distintas especies. No todos los genes que se encuentran en los plásmidos son esenciales para el transcurso del ciclo enzoótico, ya que la mayor parte de su contenido es ADN no codificante y pseudogenes. Se ha propuesto que estos pseudogenes presentes en algunos plásmidos de Borrelia podrían ser restos de genes que han dejado de ser útiles para la bacteria y que aún no se han eliminado. 
Se ha observado que la pérdida de uno o más plásmidos suele ir asociada a una reducción de la capacidad de infección de Borrelia. Además, es frecuente que las bacterias en cultivo terminen perdiendo algún plásmido. Por ello se cree que los genes contenidos en los plásmidos podrían estar implicados en la virulencia de las distintas especies de Borrelia.
El genoma de Borrelia se caracteriza por su alto grado de redundancia. Esto se refleja en el elevado número de genes parálogos que se encuentran distribuidos entre los distintos plásmidos. Además, los plásmidos circulares de la familia cp32 presentan prácticamente la misma secuencia de ADN y difieren solo en determinadas regiones en las que se encuentran genes que codifican para las lipoproteínas y otros implicados en la transmisión del plásmido. Se ha demostrado que en los plásmidos de esta familia se han dado eventos de recombinación tanto con otros elementos del genoma de la bacteria como con ADN exógeno.
Las bacterias del género Borrelia son capaces de adaptarse a dos entornos muy diferentes, el artrópodo que actúa como vector y el vertebrado hospedador. Esta adaptación se refleja en la expresión diferencial de genes a lo largo del ciclo enzoótico, en el que la espiroqueta se enfrenta a cambios de temperatura, pH y nutrientes disponibles. Se han clasificado los genes, de manera aproximada, en dos grupos en función de su patrón de expresión. De este modo, el grupo I está compuesto por genes cuya expresión disminuye cuando la concentración de espiroquetas y la temperatura son bajas, condiciones que se dan en el intestino del artrópodo antes de alimentarse. Por el contrario, los genes del grupo II se expresan a niveles elevados en estas mismas condiciones.

## Aspectos clínicos de la infección

### Fiebres recurrentes
Las infecciones por muchas especies de Borrelia se caracterizan por las fiebres recurrentes, distinguiéndose dos formas principales: las epidémicas, transmitidas por piojos, y las endémicas, transmitidas por garrapatas. 
Estas fiebres recurrentes se producen cuando la bacteria, transmitida por un artrópodo infectado, alcanza el torrente sanguíneo del mamífero. Tras un periodo de incubación de 4 a 18 días en el que se puede llegar a niveles de 108 bacterias por mililitro de sangre, aparecen los primeros síntomas de la enfermedad. Los síntomas más frecuentes, que suelen persistir durante un periodo de entre 3 y 7 días, son escalofríos, fiebre, cefalea y cansancio. A continuación, se da un periodo afebril de 5 a 10 días tras el cual puede haber un nuevo episodio sintomático. Las recaídas son consecuencia del mecanismo de variación antigénica del que disponen las distintas especies de Borrelia, que les permite evadir la respuesta inmune.
Borrelia recurrentis, responsable de la forma más grave de esta patología, es la única bacteria del género que es transmitida por piojos. La tasa de mortalidad asociada a las infecciones por esta bacteria en ausencia de tratamiento es del 40%, mientras que las infecciones provocadas por especies transmitidas por garrapatas no suelen provocar la muerte. En ambos casos, las infecciones se pueden tratar con antibióticos, disminuyendo la tasa de mortalidad asociada a B. recurrentis hasta un 5% y a niveles incluso más bajos si la bacteria es transmitida por una garrapata. 

### Enfermedad de Lyme
La enfermedad de Lyme es una patología sistémica provocada por distintas especies de Borrelia que son transmitidas por garrapatas del género Ixodes. Los agentes causantes de esta enfermedad son B. burgdorferi, B. garinii y B. afzelii. Afecta, sobre todo, a la piel, el sistema nervioso, el corazón y las articulaciones. Su principal signo es la aparición de una lesión cutánea, denominada eritema migrans, entre siete y nueve días desde que se produce la picadura de la garrapata. El eritema suele desaparecer después de unas semanas incluso sin ser tratado, aunque puede reaparecer donde se produjo la picadura o en sitios distantes. 
Si no se trata la enfermedad o si se administra un tratamiento inadecuado, pueden aparecer síntomas más graves como artritis, miocarditis o meningitis, como consecuencia de la diseminación de la bacteria hacia las articulaciones, el corazón o el sistema nervioso, respectivamente.

## Mecanismos de evasión del sistema inmune

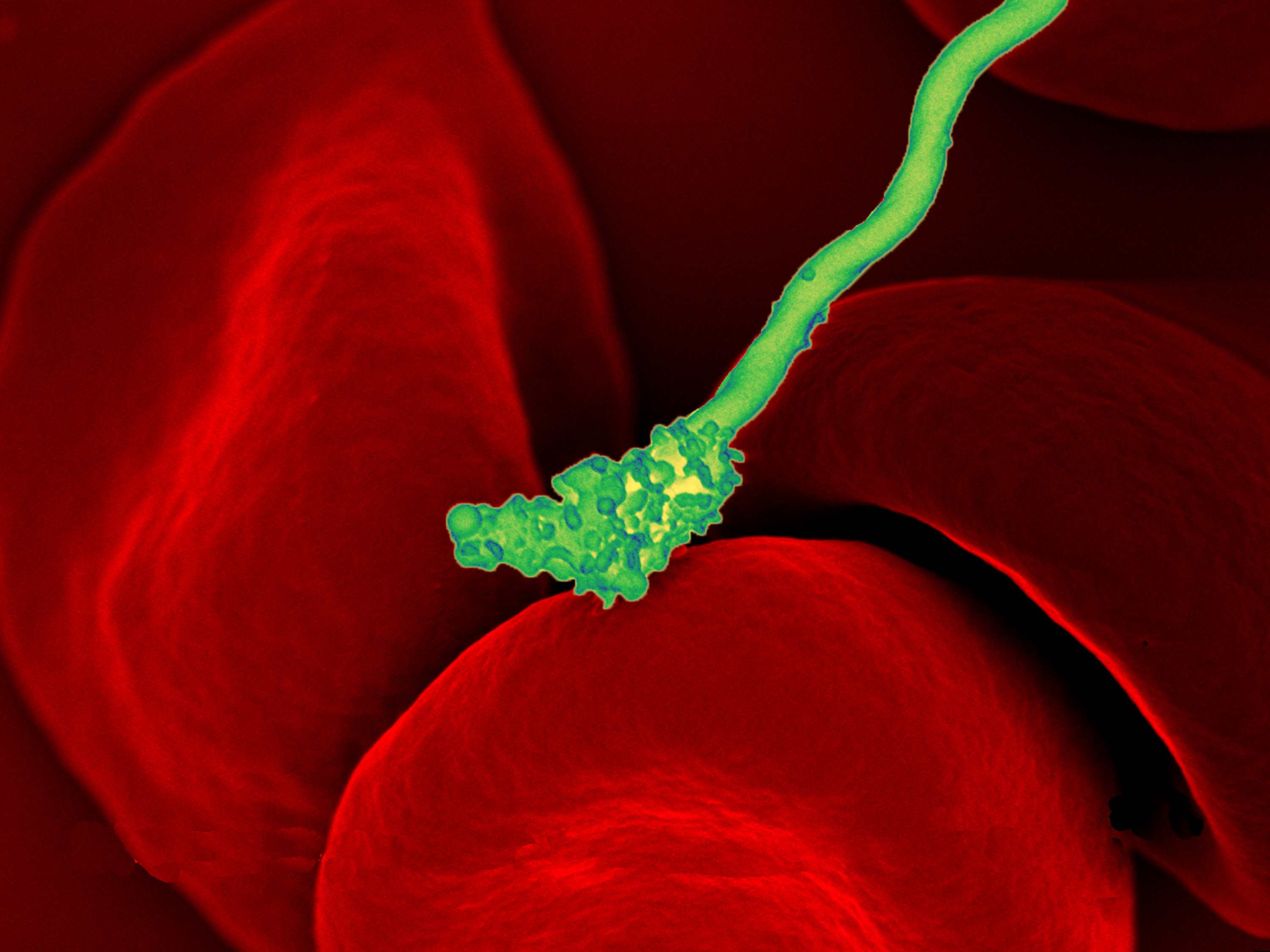
Borrelia Hermsii interactuando con los Glóbulos Rojos.

### Interferencia con el sistema del complemento
Las especies de Borrelia que causan la enfermedad de Lyme han desarrollado distintas estrategias para contrarrestar la acción del sistema del complemento. Para ello, las bacterias disponen de una serie de moléculas que interfieren directamente con distintos componentes de la cascada del complemento o indirectamente al unirse a alguna molécula reguladora del sistema, como el factor H.
Además, esto ha permitido clasificar a las espiroquetas en tres grupos, resistentes, parcialmente resistentes y sensibles, en función de su susceptibilidad al suero humano. Por ejemplo, B. burgdorferi es una bacteria resistente a la acción del complemento, mientras que B. garinii es muy sensible. 

### Variación antigénica
La variación antigénica se define como los cambios en la estructura o en la expresión de proteínas antigénicas que se producen con una frecuencia mayor que la tasa de mutación normal. Esta capacidad para variar sus antígenos permite a la bacteria evadir la respuesta inmune del hospedador. 
El mecanismo de variación antigénica mejor descrito fue identificado en Borrelia hermsii, que provoca fiebres recurrentes, aunque otras bacterias del género también disponen de este sistema. Se trata de un mecanismo basado en eventos de recombinación que determinan la expresión de distintas variantes de las lipoproteínas Vlp o Vsp. Esto hace que cada ciclo de infección esté provocado por bacterias que presentan diferentes formas de Vlp o Vsp. Este mecanismo de variación antigénica de Borrelia, además de permitir evadir la respuesta inmune, puede suponer un cambio de tropismo tisular o de otros aspectos de la infección, como la virulencia.
En las especies de Borrelia responsables de la enfermedad de Lyme se ha descrito otro mecanismo de variación antigénica que afecta al gen vlsE. Este sistema resulta en que cada bacteria expresa una variante diferente de la lipoproteína de superficie VlsE, lo que permite a las espiroquetas tanto evadir al sistema inmune como adaptarse al hospedador en el que se encuentre. 

### Papel de la plasmina
Algunas especies de Borrelia, como B. burgdorferi y B. hermsii, son capaces de incorporar plasminógeno en su superficie celular. Cuando esta molécula es transformada en plasmina por acción del sistema de activación de plasminógeno, adquiere la capacidad de degradar distintos componentes de la matriz extracelular, como la fibronectina y la laminina. Esto facilita la diseminación de las espiroquetas desde el sitio de entrada en la piel hacia el torrente sanguíneo y otros tejidos. 

## Diagnóstico
El método de diagnóstico de infecciones por Borrelia más utilizado es el cultivo en medio de Kelly modificado. Para ello lo más frecuente es emplear muestras de sangre en casos de fiebre recurrente, ya que los niveles de bacterias en sangre son muy elevados durante los periodos febriles, o realizar una biopsia de las lesiones cutáneas en casos de enfermedad de Lyme. También se puede detectar B. recurrentis directamente mediante frotis de sangre tomada durante los periodos de fiebre. 
Sin embargo, el cultivo de Borrelia no es siempre el método más adecuado. Esto suele deberse a los bajos niveles de bacterias en sangre y en otros tejidos durante la infección y la necesidad de muestras de gran volumen y de personal cualificado para realizar las biopsias. 
Se pueden realizar ensayos de PCR, sobre todo en casos de enfermedad de Lyme, que requieren muestras de menor volumen de sangre o líquido sinovial. En general, la PCR se emplea para confirmar posibles infecciones por Borrelia, identificar la especie concreta y detectar coinfecciones por otros patógenos transmitidos por garrapatas. Además, es un método muy utilizado para evaluar la resistencia al tratamiento en pacientes con artritis provocada por B. burgdorferi. El principal problema que presenta el diagnóstico mediante PCR es la obtención de falsos positivos como consecuencia de contaminaciones durante la manipulación de la muestra, y de falsos negativos, debido a la capacidad de Borrelia para generar variabilidad antigénica, que podría suponer cambios en el gen diana de la PCR. 
En general, los tests serológicos no suelen tener valor como método diagnóstico, ya que presentan una baja especificidad, pero sí se emplean para confirmar posibles casos de enfermedad de Lyme.

## Tratamiento
Las fiebres recurrentes son tratadas con antibióticos de amplio espectro, como tetraciclina, penicilina y eritromicina. Las dosis y su frecuencia depende de que la bacteria haya sido transmitida por piojos, en cuyo caso se administra el fármaco en una única dosis, o por garrapatas, en cuatro dosis con un intervalo de 6 horas. Además, a pacientes que presentan complicaciones propias de las infecciones por Borrelia, como meningitis o encefalitis, se les debe administrar antibióticos por vía parenteral durante al menos 14 días. 
La enfermedad de Lyme también se trata con antibióticos, siendo doxiciclina el fármaco más utilizado. Se administran por vía parenteral cuando se dan complicaciones a nivel neurológico o cardíaco, o si persiste la artritis asociada a infecciones por Borrelia burgdorferi. 